# Rudolf Steiner
Rudolf Joseph Lorenz Steiner (n. 25/27 februarie 1861, Donji Kraljevec, pe atunci Ungaria, în prezent Croația — d. 30 martie 1925, Dornach, Elveția) a fost un filosof, esoterist, artist, pedagog și gânditor social austriac, fondator al antroposofiei, pedagogiei Waldorf, euritmiei, agriculturii biodinamice și medicinei antroposofice. A inițiat concepția despre tripartiția socială, economia asociativă și a proiectat mai multe clădiri după principiile arhitecturii organice, între care cea mai cunoscută este Goetheanum-ul, sediu al Universității Libere pentru Știință Spirituală și Societății Antroposofice Generale.
Doi savanți germani au numit antroposofia „cea mai de succes formă de religie « alternativă » din secolul [al XX-lea]”. Alți savanți au afirmat că antroposofia „aspiră la statutul de dogmă religioasă”. Conform Mariei Carlson, antroposofia este o „religie pozitivistă” „oferind o teologie aparent logică bazată pe pseudoștiință”.
Conform lui McDermott, „Rudolf Steiner a fost un învățător ezoteric în tradiția rozicrucian-creștină [...]”.
Criticii lui Steiner, din trecut și din prezent, pe de altă parte, îl văd în cel mai bun caz ca pe un adept al pseudoștiinței care delira și era posibil instabil mintal în a crede că a accesat domeniul noumenonului lui Kant sau, în cel mai rău caz, ca pe cineva care a pus bazele pentru Hitler și național-socialism.— Aaron French

## Activitate și idei
Reputația lui Steiner este de clarvăzător. Steiner a avut o amplă activitate ca filosof, conferențiar și om de cultură, susținând numeroase prelegeri în diferite localități din Europa, inclusiv una în anul 1889 la Sibiu, aflat pe atunci în cadrul Imperiului Austro-Ungar. În 1891 își obține doctoratul în filosofie la Universitatea din Rostock, Germania, iar mai târziu devine secretarul general al secțiunii germane a Societății Teosofice, cu toate că avea rezerve asupra misticismului oriental promovat de aceasta. Începând cu această perioadă începe să vorbească despre posibilitatea cercetării nemijlocite a lumii spirituale suprasensibile prin intermediul metodelor științei spirituale, descrise de el într-o serie de cărți și conferințe.
Tânărul Steiner s-a prezentat ca un individualist, pozitivist și liber gânditor care nu se temea să se refere la filosofi scandaloși precum Stirner, Nietzsche și Haeckel. Libertatea lui de gândire a culminat cu un dispreț pentru religie și credință. El a atribuit creștinismului trăsături aproape patologice.
Când Steiner a aderat la teozofie, Anna Eunicke nu a fost încântată că soțul ei, având anterior reputația de universitar cu o profesie liberală, s-a alăturat sectei unei șarlatane. Căsătoria lui Steiner cu Eunicke „a fost clar o căsătorie din interes”.
Deși susținea concepția despre reîncarnare și karma, importanța pe care Rudolf Steiner o acorda creștinismului și esoterismului vestic duc în 1913 la separarea de Societatea Teosofică și înființarea Societății Antroposofice, în cadrul căreia va introduce cele mai multe inițiative cultural-spirituale și sociale ale sale, îndeosebi după primul război mondial. Steiner a insistat adesea asupra necesității de a folosi cunoștințele obținute prin observație suprasensibilă în viața practică, considerând lipsa legăturii între idealurile spirituale ale oamenilor și necesitățile materiale ale vieții cotidiene a fi cauza declinului socio-cultural. Antroposofia pe care a fondat-o este o concepție despre om și lume care susține existența unor elemente suprasensibile constitutive ale ființei umane, dincolo de corpul fizic.
Steiner a fost editor al operelor științifice ale lui Goethe, dar în realitate era vorba de o slujbă de mizerie. În ciuda faimei sale de esoterist, Steiner a fost izolat din punct de vedere cultural și academic. Gary Lachman⁠(en)[traduceți] a scris că filosofia de nivel universitar ignoră opera filosofică a lui Steiner din cauza reputației lui de ocultist.
Școala Ezoterică a Societății Antroposofice își are originea, direct și indirect, din „numeroasele grupuri pansofice și oculte aparținând Masoneriei de grad înalt”, trecând prin Societatea Teosofică și Ordo Templi Orientis.  Steiner avea gradele masonice 33 și 95. Pe lângă faptul că era membru al OTO, Steiner a fost Marele Maestru Reprezentativ german al Ritului Memphis-Misraim. Steiner s-a distanțat rapid de Theodor Reuss⁠(en)[traduceți], lider al OTO și cel care-i permisese accesul în Masonerie, iar această asociere a fost neplăcută datorită dezvăluirilor publice că OTO practică magia sexuală.
Mai rău, nici el nu putea fi un adevărat filozof; teosofia și antroposofia sa și umanismul Waldorf în special erau considerate pseudoștiință sau, în cel mai bun caz, pedagogie, nu un sistem filozofic. Credențialele lui Steiner nu erau o activitate profesională la nivel universitar. [...] Cercetarea germană mainstream l-a numit „autodidact, cu un profesor prost” și „intelectual-țigan”.144 Nu în mod neobișnuit pentru practicanții de la marginea societății, el a fost acuzat de trădare de clasă.— Thorsten J. Pattberg
„Steiner a fost un individualist moral”.
Otto Scharmer, senior lecturer la Massachusetts Institute of Technology și creatorul Theory U, afirma într-un interviu: „Există o sursă mai adâncă în tradiția vestică, ce a fost ascunsă, și care include o metodă științifică bazată mai mult pe fenomenologie. Este în direcția în care, de exemplu, Goethe și-a dezvoltat știința. Apoi prin Steiner ea a devenit mai accesibilă celorlalți. Ea dezvoltă o metodă ce se află în conexiune cu întregul.”
După Swartz, Brandt, Hammer și Hansson, antroposofia este o religie (nouă mișcare religioasă), în timp ce Martin Gardner a denumit-o sectă. Un alt savant o numește, de asemenea, o nouă mișcare religioasă sau o nouă mișcare spirituală. Deja în 1924, antroposofia a fost etichetată „nouă mișcare religioasă” și „mișcare ocultistă”. Alți savanți sunt de acord că este o nouă mișcare religioasă. Conform lui Helmut Zander⁠(de)[traduceți], atât teoria cât și practica antroposofiei vădesc caracteristici ale religiei, iar Rudolf Steiner nu ar nega asta. Robert A. McDermott⁠(en)[traduceți] consideră că ea ține de tradiția rosicruciană creștină. Potrivit lui Nicholas Goodrick-Clarke⁠(en)[traduceți], Rudolf Steiner „a amestecat teosofia modernă cu o formă gnostică de creștinism, rozicrucianism și Naturphilosophie germană”. Geoffrey Ahern susține că antroposofia ține de neognosticism, văzut pe larg, pe care-l identifică noțiunilor de esoterism occidental⁠(en)[traduceți] și de ocultism.
Nicholas Goodrick-Clarke a descris antroposofia ca fiind o ramură [modernă] a gnosticismului antic, în special a „eonilor pleromei valentiniene”.
Esențialmente, învățăturile lui sunt gnosticism creștin. Punctul de vedere oficial al Bisericii Catolice este că antroposofia este „o erezie neognostică”. Alți ereziologi sunt de acord. Apologetul luteran (Sinodul Missouri) și ereziologul Eldon K. Winker l-a citat pe Ron Rhodes că Steiner avea aceeași hristologie precum Cerintus⁠(en)[traduceți] (un lider creștin din secolul I d.Hr., în cercetările istorice ceva mai vechi calificat drept gnostic). Într-adevăr, Steiner considera că Isus și Hristos erau două ființe diferite, care au fuzionat la un moment dat, ceea ce poate fi interpretat drept gnosticism, dar nu docetism, deoarece „ei nu cred că Hristos l-a părăsit pe Isus înainte de crucificare”. „Hristologia lui Steiner este discutată ca element central al gândirii sale în Johannes Hemleben, Rudolf Steiner: A Documentary Biography, traducere Leo Twyman (East Grinstead, Sussex: Henry Goulden, 1975), pp. 96-100. Din perspectiva creștinismului ortodox, se poate spune că Steiner a combinat o înțelegere docetică a naturii lui Hristos cu erezia adopționistă.” Cercetări ceva mai vechi afirmă: Hristologia lui Steiner este nestoriană. Potrivit lui Egil Asprem, „Hristologia lui Steiner a fost, totuși, destul de heterodoxă și cu greu compatibilă cu doctrina oficială a bisericii”.
Anthony Mellors afirmă că interpretarea Bibliei dată de Steiner este eretică.
Steiner a fost gnostic? Da și nu. Da, din punctul de vedere că a oferit perspective și metode pentru o experiență personală a lui Hristos. Am formulat acest aspect al operei sale drept cheie hermeneutică: „nu eu, ci Hristos în mine”. Nu, din punctul de vedere că el nu încerca să restabilească practicile gnosticismului într-o tradiție neognostică. Steiner era, în vremurile sale, foarte conștient de preocupările exprimate mai recent de Papa Francisc cu privire la cei doi dușmani subtili ai sfințeniei, gnosticismul contemporan și pelagianismul contemporan.— Samson 2023, p. 180.
Desigur că Steiner a inclus elemente gnostice în reinterpretarea sa cosmologică a creștinismului, multe dintre ele din Pistis Sophia, dar Steiner nu era un gnostic în sensul cuiva care susținea că lumea este condusă de un demiurg, că materia este rea sau că este posibil să scăpăm din acest univers căzut prin dobândirea cunoașterii spirituale secrete. A caracteriza structura gândirii sale ca fiind derivată din gnoza sirio-egipteană (Ahern 2010) poate fi un pic prea forțat și minimizează faptul că el a criticat creștinismul gnostic timpuriu, pe motiv că acesta nu avea o idee adecvată despre Isus ca om în carne și oase.— Hudson 2019, p. 510.
Între 1903 și 1910, Steiner a publicat mai multe texte gnostice, în timp ce acea editură avea intenția de a submina creștinismul ortodox.
Elizabeth Dipple a afirmat că sistemul lui Rudolf Steiner era un „sistem antroposofic neoplatonic, semi-gnostic, ocult [...] cu loialitate față de creștinismul mistic, rozicrucianism și anumite versiuni ale spiritismului [...]”.
Conform lui Heiner Ullrich, punctul de vedere al lui Steiner era cel al unui „gnostic neoplatonic”. Gareth Knight⁠(en)[traduceți] e de acord că Steiner era neoplatonic. Brandt și Hammer descriu antropologia lui Steiner (spirit, suflet și trup) ca fiind neoplatonică.
Carl Abrahamsson a menționat că Steiner afirma un Hristos gnostic.
Teologia lui Steiner este „mântuire prin păcătuire”, el acuza creștinii de treabă că ucid spiritul creștinismului.
Pentru antroposofi Mesia a constat din cei doi copii Isus, unul dintr ei fiind reîncarnarea lui Buddha (copilul Isus pe linie natanică), iar celălalt a lui Zoroastru (copilul Isus pe linie solomonică, copil care a murit înaintea celui natanic). Conform lui Rudolf Steiner, Eul copilului Isus solomonic a părăsit corpul acestuia, în momentul în care „Eul suprem” a intrat în corpul copilului Isus solomonic, vechiul său Eu unindu-se cu corpul eteric al copilului solomonic decedat, combinație care s-a reîncarnat într-un nou copil.
Monty Waldin observă că cei doi copii Isus sună eretic pentru creștinii obișnuiți.
Conform unor savanți catolici antroposofia ține de New Age. George D. Chryssides⁠(en)[traduceți] consideră de asemenea că Steiner este New Age sau cel puțin un precursor al New Age-ului.
Potrivit lui Cees Leijenhorst, „Steiner și-a conturat viziunea asupra unei noi filozofii politice și sociale care evită cele două extreme ale capitalismului și socialismului”.
Anthony Storr a afirmat despre antropozofia lui Rudolf Steiner: „Sistemul său de credință este atât de excentric, atât de nesusținut de dovezi, atât de vădit bizar încât scepticii raționali nu pot să-l considere decât delir.... În timp ce maniera lui Einstein de a percepe lumea prin gândire a fost confirmată experimental și matematic, cea a lui Steiner a rămas intens subiectivă și nu se pretează la confirmare obiectivă.”
După cum a observat Hammer, aceasta înseamnă că antroposofia adăpostește pretenții empirice extinse privind „cele mai diverse subiecte: chestiuni definite în mod normal ca aparținând domeniului științei, dar imune la critica științifică din cauza dihotomiei radicale a lui Steiner – agronomie, chimie, farmacologie, fiziologie, anatomie, astronomie, psihologie a dezvoltării, astronomie etc.” (Hammer 2004, 227).— Hansson 2022.
Multe din ideile lui Steiner sunt pseudoștiință. Conform lui Dan Dugan, Steiner a promovat următoarele susțineri pseudoștiințifice:
1. teorie a culorilor greșită;[106]
2. critică obtuză asupra teoriei relativității;[106][113]
3. idei ciudate despre mișcările planetelor;[106]
4. susținerea vitalismului;[106]
5. îndoieli asupra teoriei germenilor infecțioși;[106]
6. abordare ciudată a sistemelor fiziologice;[100]
7. „inima nu este o pompă”.[100][114][115]

Alții numesc antroposofia „paraștiință”, dar nu neagă faptul că ea este o pseudoștiință.
Steiner este de asemenea vestit pentru afirmații bizare, cum ar fi „tricotajul produce o dantură puternică” sau „a stimula prea puternic inteligența produce nanism”. Acesta este motivul pentru care elevii școlilor Waldorf croșetează și tricotează.
De asemenea, Steiner a susținut pseudoistoria, de exemplu relatări din Atlantida și Lemuria.
Steiner a mai afirmat „de exemplu, o insulă precum Marea Britanie înoată pe mare și este ținută la suprafață de forțele stelelor. De fapt, astfel de insule nu stau direct pe o fundație; ele înoată și sunt ținuțe la suprafață din afară.”
Antroposofia consideră că știința mainstream este ahrimanică.
Conform lui Zander, cartea lui Steiner Geheimwissenschaft [Știința ocultă] conține mitologia lui Steiner despre cosmogeneză. Hammer observă că antroposofia este o sinteză care include ocultismul. Hammer observă de asemenea că doctrinele oculte ale lui Steiner au o puternică asemănare cu teosofia post-Blavatschi (de exemplu Annie Besant⁠(en)[traduceți] și Charles Webster Leadbeater⁠(en)[traduceți]). Potrivit lui Helmut Zander, intuițiile clarvăzătoare ale lui Steiner au apărut întotdeauna după același tipar. El a luat texte revizuite din literatura teosofică și apoi le-a trecut drept propriile sale intuiții superioare. Pentru că nu a vrut să fie un povestitor ocult, ci mai degrabă un om de știință (spiritual), și-a adaptat lectura, care privea supranatural în memoria lumii, la stadiul actual al tehnologiei. Când frații Wright au finalizat zboruri cu planoare și în cele din urmă cu aeronave motorizate din 1903 încoace, în 1904 Steiner a schimbat gondola de dirijabil din relatările sale despre Atlantida în aeronave cu eleroane și cârme.

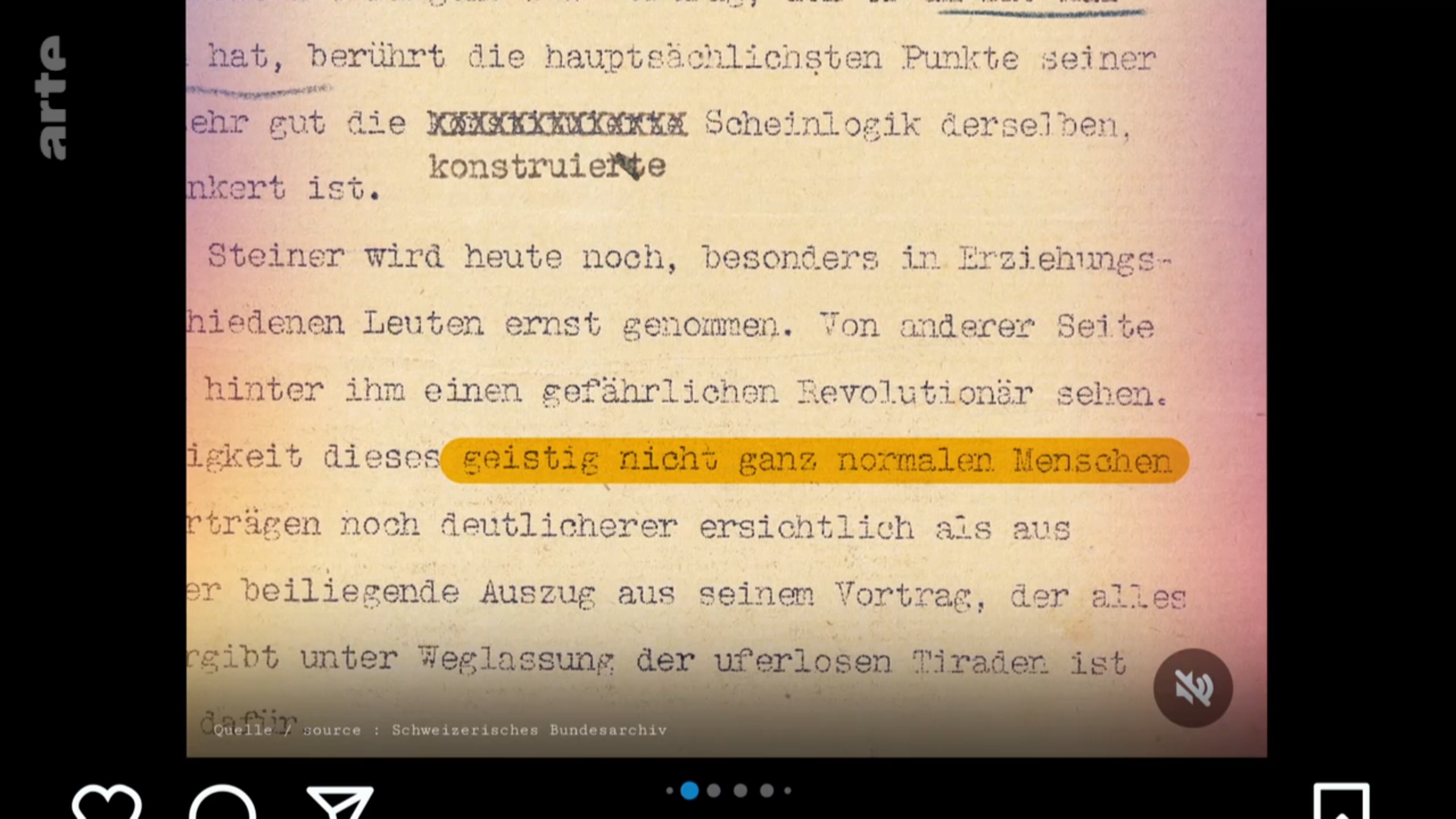
Dosarul lui Steiner de la Poliția din Solothurn

Psihiatrul german Wolfgang Treher l-a diagnosticat pe Rudolf Steiner ca schizofrenic, într-o carte din 1966. Psihiatrul elvețian C.G. Jung era de aceeași părere. Colin Wilson⁠(en)[traduceți] a recunoscut că un astfel de diagnostic este întrucâtva întemeiat. Francis X. King⁠(en)[traduceți] recunoaște că alții au afirmat asta despre Steiner, dar King nu este de acord cu afirmația că Steiner era un șarlatan. John Francis Moffitt vorbește despre „verbiajul tipic schizoid al lui Steiner”, considerându-l simptom al schizofreniei. Lawrie Reznek e de accord cu diagnosticul. Următorii psihiatri nu sunt de acord cu diagnosticul: Anthony Storr, John S. Price și Anthony Stevens. Storr nu a negat că Steiner avea convingeri bizare, dar Storr diagnostica schizofrenia doar atunci când oamenii aveau o deficiență ocupațională. În timp ce pentru Price și Stevens, etica lui Steiner a făcut diferența.
Steiner a fost investigat de Poliția elvețiană, care a declarat că el nu era normal din punct de vedere psihologic, dar a decis că era inofensiv.
Potrivit lui Egil Asprem, „Învățăturile lui Steiner aveau o alură clar autoritară și au dezvoltat o polemică destul de grosolană împotriva « materialismului », « liberalismului » și « degenerării » culturale. [...] De exemplu, medicina antroposofică a fost dezvoltată pentru a contrasta cu medicina « materialistă » (și prin urmare « degenerată ») a establishment-ului.”
Benjamin Lazier îl numește pe Steiner un „educator rebel”.
Steiner a speculat despre crearea vieții artificiale (și poate despre inteligența artificială), dar astfel de speculații nu au fost nicidecum o noutate.
Conform unei interpelări din Senatul Franței, teoriile lui Steiner sunt fanteziste, lucru care nu le-a împiedicat să aibă succes la public. Faptul a fost de asemenea recunoscut de cotidianul Libération.

### Perioada nazistă
Rudolf Steiner a fost un naționalist pangerman extrem, lucru de care nu s-a dezis niciodată.
„Steiner a fost membru al unui club wagnerian völkisch, iar autorii antroposofi au susținut opiniile lui Wagner despre rasă.”
„Steiner, împreună cu Hübbe-Schleiden și Hartmann, a fost afiliat Societății Guido von List, rasistă și antisemită. Pentru mulți antroposofi, de fapt, « evreitatea a însemnat însăși antiteza progresului spiritual și chintesența decăderii moderne ».” Teoriile teosofiei și antroposofiei au fost „ulterior cooptate de național-socialism”.
Steiner a finanțat publicarea cărții Die Entente-Freimaurerei und der Weltkrieg (1919) (Francmasoneria Antantei și Războiul Mondial) de Karl Heise⁠(de)[traduceți]; Steiner a scris cuvântul înainte pentru această carte, bazată în parte pe ideile sale. Publicația cuprinde o teorie conspirativă conform căreia Primul Război Mondial a fost o consecință a unui complot al francmasonilor și evreilor - în continuare țapii ispășitori ai teoreticienilor conspirației - scopul acestora fiind distrugerea Germaniei. Fapt este că Steiner a cheltuit o mare sumă de bani pentru a publica „o lucrare de anti-masonerie și anti-iudaism devenită clasică”. Scrierea a fost ulterior primită cu entuziasm de către Partidul Nazist. Dick Taverne a scris că Steiner a fost nazist (adică membru al NSDAP).
Steiner a influențat fascismul italian, care a exploatat „dogma lui rasistă și antidemocratică”. Miniștrii fasciști Giovanni Antonio Colonna di Cesarò⁠(en)[traduceți] (poreclit „ducele antroposof” și devenit antifascist după ce a fost ministru în cabinetul Mussolini) și Ettore Martinoli și-au exprimat în mod deschis simpatia pentru Rudolf Steiner. Colonna a făcut parte din Grupul UR⁠(en)[traduceți] (grupare ocultă pro-fascistă); cei mai mulți din acest grup erau antroposofi.
„Înainte de 1933, Himmler, Walther Darré (viitorul ministru al Agriculturii Reich-ului) și Rudolf Höss (viitorul comandant de la Auschwitz) studiaseră ariosofia și antroposofia, aparțineau mișcării de inspirație ocultă Artamanen, [...]” „Iar Himmler, Hess și Darré au promovat toți abordări biodinamice (antroposofice) ale agriculturii ca alternativă la agricultura industrială”. „ « [...] cu cooperarea activă a Ligii Reich-ului pentru Agricultură Biodinamică » [...] Pancke, Pohl și Hans Merkel au înființat plantații biodinamice suplimentare în teritoriile estice, precum și în lagărele de concentrare Dachau, Ravensbrück și Auschwitz. Mulți dintre angajați erau antroposofi.”
În realitate, Steiner avea atât dușmani, cât și susținători loiali în eșaloanele superioare ale regimului nazist. Staudenmaier vorbește despre „aparatul de stat-partid policratic”, așa că abordarea antroposofiei de către nazism nu era determinată prin unitate ideologică monolitică. Când Rudolf Hess a zburat în Marea Britanie, antroposofii au pierdut cel mai puternic apărător al lor, dar nu rămăsăseră fără susținători printre naziștii cu funcții înalte.
Spre sfârșitul vieții lui Steiner și după moartea lui au fost atacuri virulente la adresa lui de către membri ai Partidului Nazist, inclusiv Adolf Hitler și alți naționaliști de dreapta. Ei au criticat gândirea lui Steiner și antroposofia drept incompatibile cu ideologia rasistă a nazismului, acuzându-l de legături strânse cu evreii și chiar (în mod fals) că el însuși ar fi fost evreu. Dar Rudolf Hess, Führer-ul adjunct, a fost ocrotitorul antroposofiei și al școlilor Waldorf și apărător vehement al agriculturii biodinamice a lui Steiner. Conform lui Tommy Wieringa⁠(en)[traduceți], un scriitor olandez crescut printre antroposofi, care comenta un eseu de antroposoafa Désanne van Brederode⁠(nl)[traduceți], Rudolf Hess și Heinrich Himmler l-au văzut pe Steiner drept spirit înrudit.
Al Treilea Reich a interzis organizațiile esoterice⁠(de)[traduceți] pe motiv că ar fi controlate de evrei. În timp ce antroposofii se plângeau de răutatea presei, ei au fost în mod surprinzător lăsați în pace de regimul nazist, „inclusiv articole vădit spre susținerea lor în Völkischer Beobachter”. Puriștii ideologici de la Sicherheitsdienst au luptat îndeobște în van contra antroposofiei. Conform lui Staudenmaier, „Perspectiva persecuției imediate a fost oprită ani de zile de o remiză șubredă între aripile pro-antroposofică și anti-antroposofică ale nazismului.”
Facțiunea antiezoterică formată în SD și Gestapo a recunoscut că s-au confruntat cu adversari influenți în alte sectoare ale ierarhiei naziste. Ei știau că Hess și personalul său, Baeumler din Amt Rosenberg și Ohlendorf din SD erau dispuși să intervină în numele eforturilor antroposofice. Ministrul Agriculturii Darré și Lotar Eickhoff din Ministerul de Interne au fost, de asemenea, văzuți ca simpatizanți ai antroposofiei, iar SD a considerat șeful „Comisiei de examinare pentru protejarea scrierilor național-socialiste” a partidului, Karl Heinz Hederich drept un susținător al ocultiștilor și astrologilor.52— Staudenmaier 2014, p. 228.
În timp ce antroposofii se aflau în centrul obiectivelor SD, ei trebuiau să primească un tratament relativ blând în comparație cu alți ocultiști.— Staudenmaier 2014, p. 236.
În ciuda acestor măsuri, autorii antroposofi au putut scrie mult după iunie 1941. Franz Dreidax, Max Karl Schwarz, Elisabeth Klein, Johannes Bertram-Pingel, Georg Halbe, Otto Julius Hartmann, Rudolf Hauschka, Jürgen von Grone, Wolfgang Schuchhardt și alții au continuat să scrie și să publice pe tot parcursul războiului. Dar perturbările grave erau frecvente.— Staudenmaier 2014, p. 238.
Morala: antroposofia nu era miza disputei, ci pur și simplu niște naziști cu funcții înalte voiau să se descotorosească de alți naziști cu funcții înalte. De exemplu, Martorii lui Iehova au fost tratați mult mai agresiv decât antroposofii.
Cu toate acestea, relativa moderație a acțiunii lui Heydrich, care a pălit în comparație cu măsurile luate împotriva comuniștilor și socialiștilor, evreilor, homosexualilor, Martorilor lui Iehova, precum și a persoanelor cu dizabilități mintale și fizice, a continuat să reflecte ambivalența de bază a celui de-al Treilea Reich față de pedepsirea ocultului.— Kurlander 2015a, p. 514.
Kurlander a afirmat că „naziștii nu s-au opus ideologic științelor supranaturale înseși” — mai degrabă s-au opus cultivării libere (ne-totalitare) a științelor supranaturale.
Potrivit lui Hans Büchenbacher, un antroposof, secretarul general al Societății Antroposofice Generale, Guenther Wachsmuth, precum și văduva lui Steiner, Marie Steiner, erau „complet pro-naziști”. Marie Steiner-von Sivers, Guenther Wachsmuth și Albert Steffen își exprimaseră public simpatia pentru regimul nazist încă de la începuturile sale; dirijate de asemenea simpatii ale conducerii lor, organizațiile antroposofice elvețiene și germane au ales o cale care îmbina acomodarea cu colaborarea, ceea ce a asigurat, în cele din urmă, că, în timp ce regimul nazist vâna organizațiile ezoterice, antroposofii ne-evrei din Germania nazistă și țările ocupate de aceasta au fost lăsați în pace într-o măsură surprinzătoare. Bineînțeles că au înregistrat unele eșecuri produse de dușmanii antroposofiei din eșaloanele superioare ale regimului nazist, dar antroposofii au avut și susținători loiali în ele, deci, în general, antroposofii ne-evrei nu au fost puternic lezați de regimul nazist.
Membrii non-arieni, negermani și antifasciști ai consiliului de administrație al Societății Antroposofice au fost epurați din aceasta; nu este clar dacă asta s-a întâmplat din cauza ideologiei naziste sau din alte motive, dar epurarea a adus în mod clar Societatea Antroposofică mai aproape de nazism.
Cu toate acestea, când Hitler a amenințat că va suprima Societatea Antroposofică, consiliul executiv al acesteia – care a expulzat puțin înainte de asta o mare parte din membrii săi – a ales să colaboreze mai degrabă decât să reziste. Marie Steiner, Günther Wachsmuth și Albert Steffen știau despre intențiile violente ale lui Hitler față de poporul evreu, deoarece atacurile lui Hitler asupra antroposofiei includeau acuzația că antroposofia era aliniată cu evreii. În loc să fie solidari cu celelalte ținte ale lui Hitler, ei au dezavuat orice simpatie pentru iudaism și i-au asigurat pe liderii naziști că atât ei, cât și Steiner erau de origine pură ariană.44— McKanan 2017, p. 196.
„« Agricultura biodinamică » a lui Steiner bazată pe « restaurarea relației cvasi-mistice dintre pământ și cosmos » a fost acceptată pe scară largă în cel de-al Treilea Reich (28).”
Argumentul general al lui Staudenmaier este că „de multe ori nu au existat linii clare de demarcare între teosofie, antroposofie, ariosofie, astrologie și mișcarea völkisch din care a luat naștere Partidul Nazist”.
Rasismul antroposofiei este spiritual și paternalist (adică binevoitor), în timp ce rasismul fascismului este materialist și adesea malign. Olav Hammer⁠(en)[traduceți], profesor universitar expert în noile mișcări religioase și studiile academice asupra ezoterismului occidental, confirmă că acum caracterul rasist și antisemit al învățăturilor lui Steiner nu mai poate fi negat, chiar dacă este vorba de „rasism spiritual”.
De fapt, „Operele complete ale lui Steiner, în plus, însumând peste 350 volume, sunt pline de contradicții interne și inconsecvențe severe în chestiuni rasiale și naționale”.
Potrivit lui Munoz, în perspectiva materialistă (adică fără reîncarnări), antroposofia este rasistă, dar în perspectiva spirituală (adică reîncarnările obligatorii) nu este rasistă.
„Una dintre cele mai perspicace contribuții la acest domeniu este studiul de caz al lui Peter Staudenmaier despre antroposofie, care a demonstrat rolul ambiguu al antroposofilor în Italia fascistă și Germania nazistă”. Potrivit lui Staudenmaier, autoritățile fasciste și naziste au văzut ocultismul nu ca fiind deviant, ci drept profund familiar.

## Operă
- Introduceri la scrierile de științe naturale ale lui Goethe (1883)
- Linii fundamentale ale unei teorii a cunoașterii în concepția goetheană despre lume (1886)
- Adevăr și știință (1892)
- Filosofia libertății (1894)
- Friedrich Nietzsche: un luptător împotriva epocii sale (1895)
- Mistica în zorii vieții spirituale a timpului nostru și legătura ei cu concepția modernă despre lume (1901)
- Creștinismul ca fapt mistic și misteriile antichității (1902)
- Teosofia. Introducere în cunoașterea suprasensibilă a lumii și a menirii omului (1904)
- Cum se dobândesc cunoștințe despre lumile superioare? (1904)
- Din Cronica Akasha (20 de articole publicate în perioada 1904–1908)
- Treptele cunoașterii superioare (1905)
- Știința tainică în schiță (Știința ocultă) (1910)
- Poarta inițierii - Prima dramă-misteriu (1910)
- Încercarea sufletului - A doua dramă-misteriu (1911)
- Păzitorul Pragului - A treia dramă-misteriu (1912)
- Trezirea sufletelor - A patra dramă-misteriu (1913)
- Conducerea spirituală a omului și a omenirii (3 conferințe prelucrate pentru publicare de Rudolf Steiner, 1911)
- Un drum spre cunoașterea de sine - Meditații (1912)
- Pragul lumii spirituale - Aforisme (1913)
- Enigmele filosofiei (1914)
- Puncte centrale ale problemei sociale (1919)
- Articole asupra organizării tripartite a organismului social și a problemelor contemporane (1919-1920)
- Inițierea - Cunoașterea lumilor superioare (1922)
- Teze antroposofice (1924)
- Fundamentele terapiei antroposofice (carte scrisă împreună cu Ita Wegman; apărută în 1925)
- Povestea vieții mele (carte autobiografică, 1925)
- Știința inițiatică și cunoașterea aștrilor